# Camembert

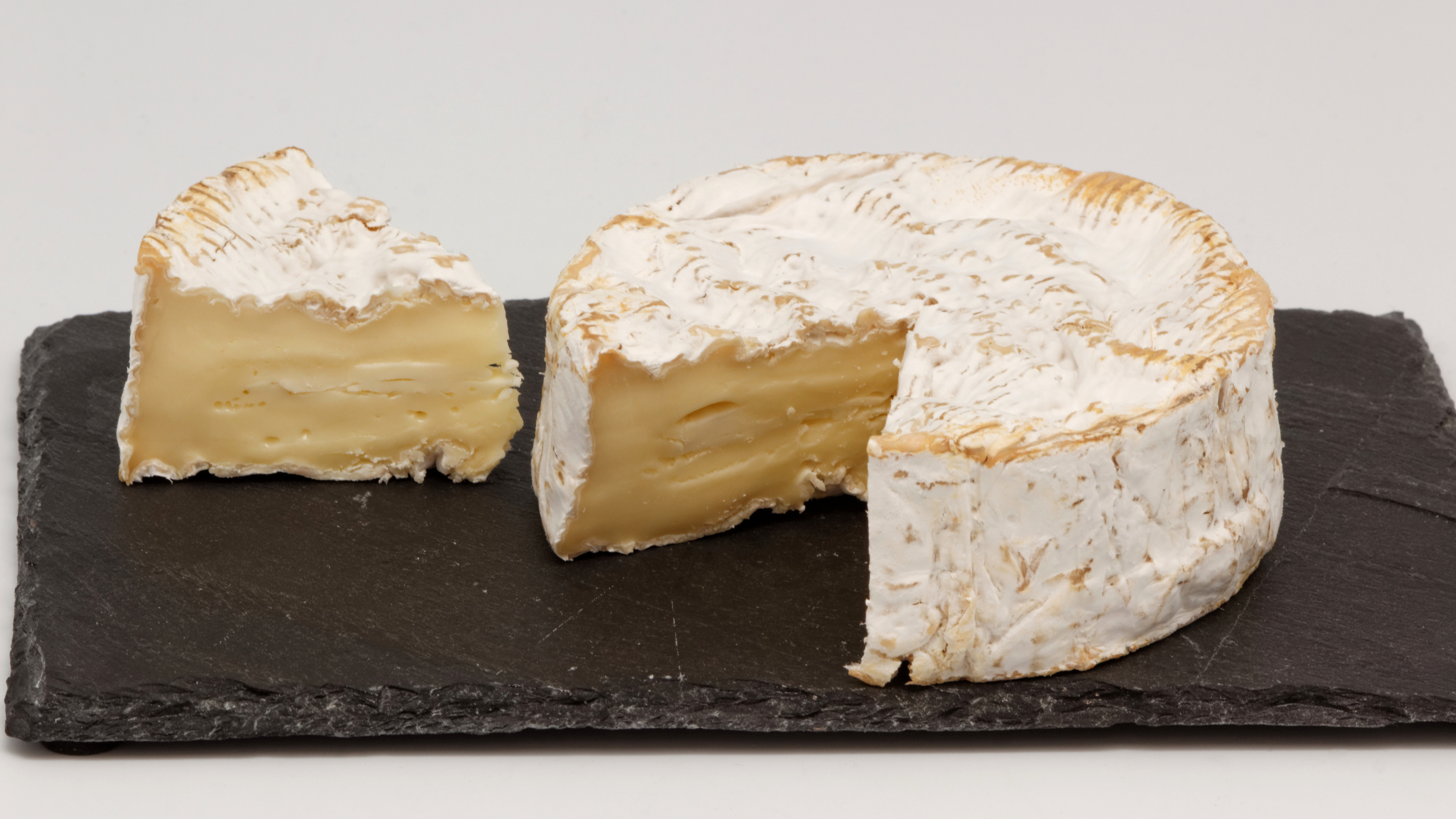
Camembert cu denumire de origine controlată „camembert din Normandia”

Camembert-ul (pronunție în franceză [ka.mɑ̃.bɛř]) este o brânză franceză cu pastă moale și crustă de mucegai, având formă rotundă, de culoare albă, preparată din lapte de vacă. Camembertul Este considerat un simbol al patrimoniului gastronomic și un stereotip național al Franței, precum și baghetă de pâine.

## Istoric

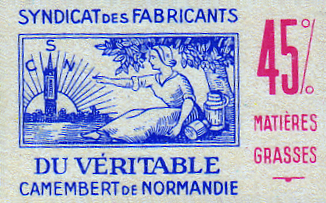
Etichetă a Sindicatului producătorilor adevăratului camembert din Normandia

Originar din satul francez Camembert din Normandia, a apărut la sfârșitul secolului al XVIII-lea. Conform tradiției, ar fi fost creat de țăranca Marie Harel, sub îndrumarea unui preot „refractar” (fidel papei de la Roma în timpul Revoluției franceze) venit din Meaux, unde se produce brânza Brie. Producția s-a dezvoltat puternic cu inaugurarea linii de cale ferată între Paris și orașul normand Caen, care a permis producătorilor să vândă brânzeturi camembert în capitala franceză. În anul 1890, inginerul Jules Charrel a inventat o cutie de lemn pentru a proteja brânza camembert în timpul transportului, ceea ce a avut ca rezultat o nouă creștere substanțială a vânzărilor. În anul 1894 se vindeau 2.330 tone de camembert la piața centrală din Paris, Les Halles.
În lipsa unei protecții, camembertul a fost copiat rapid de producători situați într-o altă regiune. În anul 1909 s-a înființat „Sindicatul producătorilor adevăratului camembert din Normandia” (în franceză Syndicat des Fabricants du Véritable Camembert de Normandie, prescurtat SFVCN), care a încearcat să-și protejeze producția. La momentul respectiv, camembert-ul a fost definit ca „o brânză cu pasta moale scursă, nepresată, nemalaxată, ușor sărată, cu crustă de mucegai, cu formă rotundă, cu greutatea maximă de 350 g, cu diametrul de 10−11 cm, cu un conținut de substanță uscată grasă mai mare decât 38%, preparată din lapte de vacă pur și produs în Normandia inferioară.” Totuși, Curtea de Apel din Orléans a statuat în 1926 ca numele „camembert” a devenit o denumire generică, trecută în domeniul public. 
Denumirea de origine controlată (AOC) „camembert din Normandia” a fost creată în 1983 pentru a proteja producția în Normandia și metoda tradițională de preparare a brânzei, cu lapte crud și modelare cu polonic. Această protecție a fost extinsă în anul 2009 asupra întregii Uniunii Europene printr-o denumire de origine protejată (AOP).

## Producție

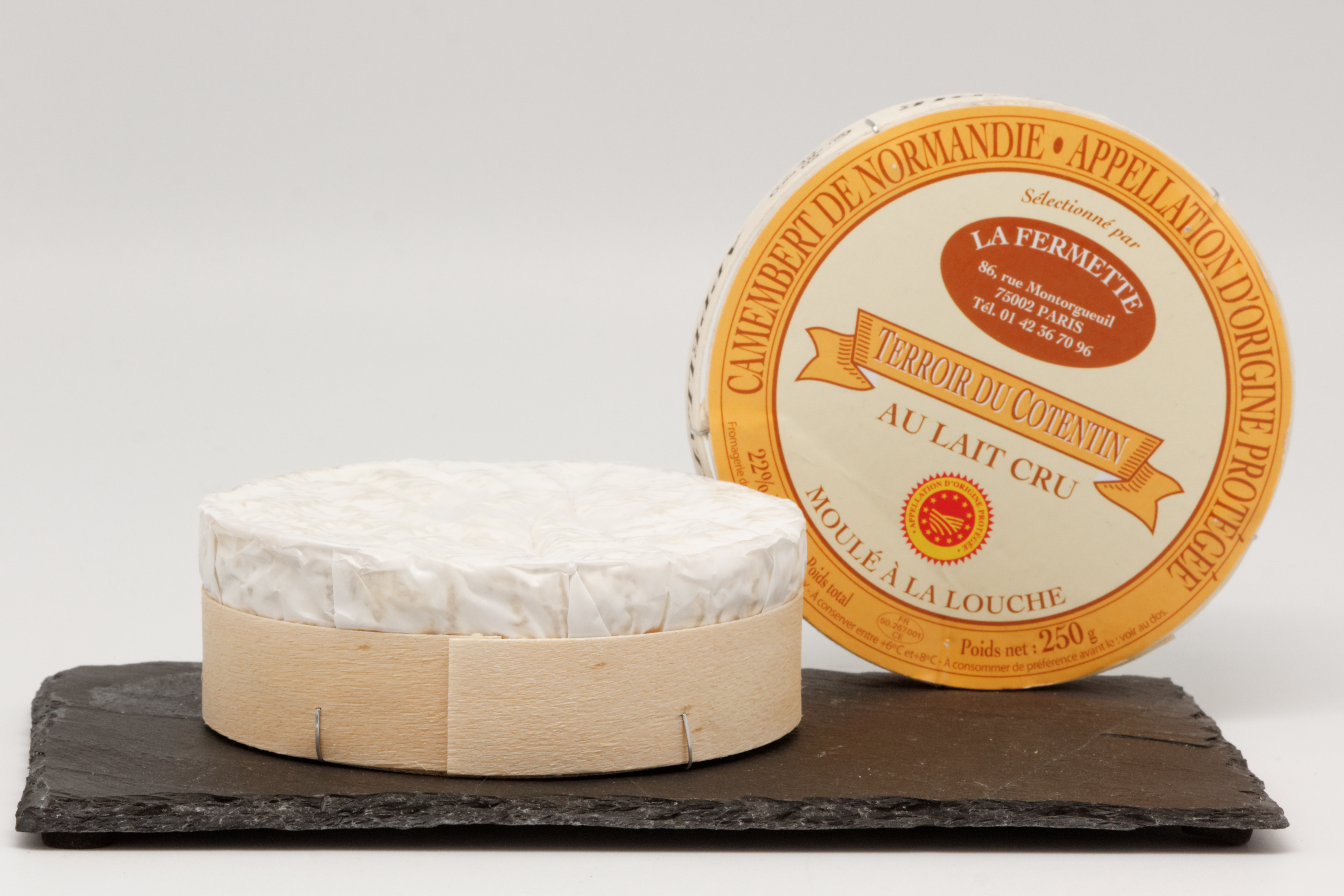
Camembert din Normandia în cutie caracteristică

Există mai multe metode de fabricație. În general, laptele este coagulat prin adăugarea de cheag. Numai laptele crud este folosit pentru camembertul din Normandia AOP, dar ceilalți producători pot utiliza lapte microfiltrat, tratat termic sau pasteurizat. Laptele închegat este tăiat, pus în forme și scurs. Ciuperca Penicillium candidum (sau Penicillium camemberti) este aplicată prin pulverizare. Acest mucegai este direct responsabil de crusta caracteristică albă a camembert-ului; orice punct roșu este cauzat de bacteria Brevibacterium linens. Brânza este apoi maturată pentru o perioadă de 4 până la 12 de săptămâni. Procentul de grăsimi în camembert este de 23% (45% în substanța uscată).
Producția totală franceză de camembert a fost de 105.296 tone în anul 2013, inclusiv 5.112 tone (5%) de camembert din Normandia AOP. În fiecare an se exportă aproximativ 30.000 tone din Franța.